# 萌系歌曲
萌系歌曲 (英語：Denpa song)是一类表现“萌”要素的歌曲，常常与电波歌曲(日语：電波ソング)混用。此类歌曲的要素包括了意义不明的歌词、故意的走调，以及高于正常音区的旋律。萌系歌曲作为A-POP的一种，已经成为了御宅文化的重要组成部分，不少同人音乐社团都制作过萌系歌曲或电波曲。

## 特征与类型
萌系歌曲的歌手几乎都是女性，声线类似于为动画配音的声优。大部分乐曲速度较快、多采用大调，伴奏具有Techno音乐的特征，包含各种意义不明的拟声词。萌系歌曲常常被用作动画和游戏的主题曲，也会通过互联网发售传播。代表歌手包括KOTOKO、桃井晴子、大野まりな和新堂真弓，代表音乐团体有UNDER17、MOSAIC.WAV和IOSYS。对于萌系歌曲，听众的关注点不是基于某个特定的歌手或音乐团体，而是“萌不萌”。
电脑游戏与网络游戏
美少女游戏常常使用萌系歌曲作为主题曲。和普通的流行歌曲不同，此类歌曲具有电脑游戏的鲜明特征且涉及同人文化，是从小圈子中内衍生出来的产物。在歌曲的传播过程中，具有共同爱好的人们在网络上自发组成了相关的社团，超越了地理上的限制，通过互联网进行交流。
偶像歌曲
一些偶像歌曲或者滑稽歌曲也包含有萌的元素，但是和萌系歌曲不同的是，偶像歌曲是作为偶像的副产物出现的，以偶像为主体；而萌系歌曲是以歌曲为主体的。
学生歌和应援曲
由于常常出现高声的呼喊以及重复的歌词，应援曲与萌系歌曲也有较高的共通性。

### 电波歌曲
电波歌曲（日语：でんぱソング、電波歌、電波曲）是一种以“过度而夸张的曲调”、“意义不明且给人一种支离破碎的印象的歌词”、“偏离一般常识”、“听起来很怪异却恰到好处的音效”、“一听就容易上瘾而不能自拔”为特征的音乐，以滑稽搞笑的居多。部分曲子被称为“毒电波（日语：毒電波）”，表示歌曲听起来令人“中毒（如毒品一般令人着迷）”。著名例子有《彩虹猫》以及《Neko Mimi Mode》。电波音乐也常与许多其他的音乐流派合并一起讨论，例如芯片音乐和bitpop。
“电波曲”这个名称最初多被听众和乐评家使用，而创作者常常会称自己的作品是“萌系曲”；以“电波曲”称呼自己作品的人不是很多。但随着时间推移，越来越多的音乐人和组合也开始使用“电波曲”的称呼。例如，电波组.inc一度以作为口号；给她们提供乐曲的音乐家也开始以电波歌曲称呼自己的作品。
因为不少电波歌曲会围绕“萌”的概念进行创作，所以电波歌曲常常被误认为是可爱和欢乐的音乐类型；实际上电波歌曲中也可以出现较为黑暗的元素。要判断一首曲子是电波曲还是萌系曲，除了看这首曲子电波系的特征比较强还是萌系元素比较明显以外，更大程度还是取决于各人的主观感受。
音乐家佐伯健三将电波歌曲的波形与摇滚乐的相互比较后，分析认为电波歌曲是“日本人的一种崭新的音乐文化（日本人による新しい音楽文化といえる）”。

## 代表性音乐家以及团体
- MOSAIC.WAV
- ave;new
- KOTOKO
- IOSYS
- BAND JA NAIMON!
- Nomico
- 電波組.inc
- 桃色幸运草Z
- I've